# 미치우에 하야토
미치우에 하야토(일본어: 道上 隼人, 1991년 6월 17일 ~ )는 일본의 전 축구 선수이다.

## 구단 경력
과거 마쓰모토 야마가 FC에서 활동하였다.